# ENTAC

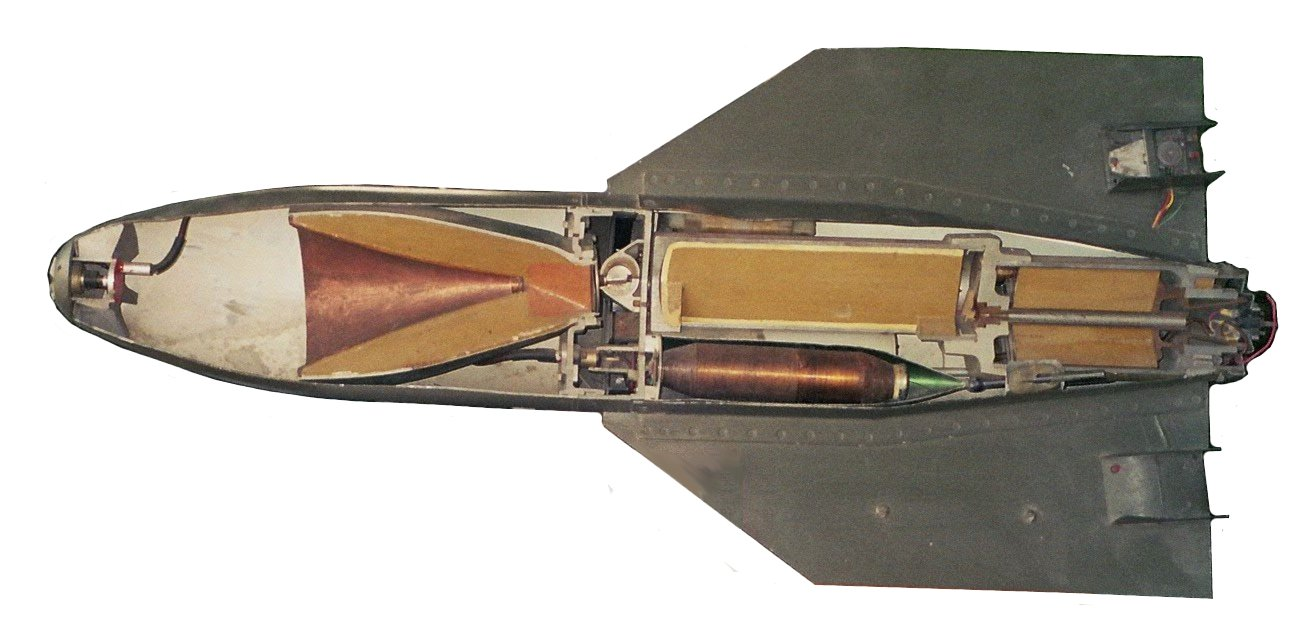

ENTAC("Engin Téléguidé Anti-Char") 또는 MGM-32A는 프랑스 MCLOS 유선 유도 대전차 미사일이었다. 1950년대 초반에 개발된 이 무기는 1957년부터 프랑스군에 투입되었다. 약 140,000대가 제작된 후 1974년에 생산이 종료되었다.

## 개발
이 미사일은 민간 산업 SS.10과 동시에 프랑스 정부 기관인 DTAT(Direction Technique des Armements Terrestres)에 의해 개발되었다. ENTAC의 개발 시간은 SS.10보다 길어서 1957년까지 운용되지 않았다. 5년 전에 생산에 들어간 SS.10에 비해 크게 개선된 것으로 입증되었다. 완전히 개발되고 테스트된 후 ENTAC의 생산은 Aerospatiale사에 넘겨졌다. ENTAC는 프랑스군에서 노드 SS.10을 대체하여 사람이 휴대할 수 있는 무기로 설계되거나 지프(Jeep)와 같은 소형 차량에서 작동되도록 설계되었다.

## 모델
- ENTAC / MGM-32A

## 운용국

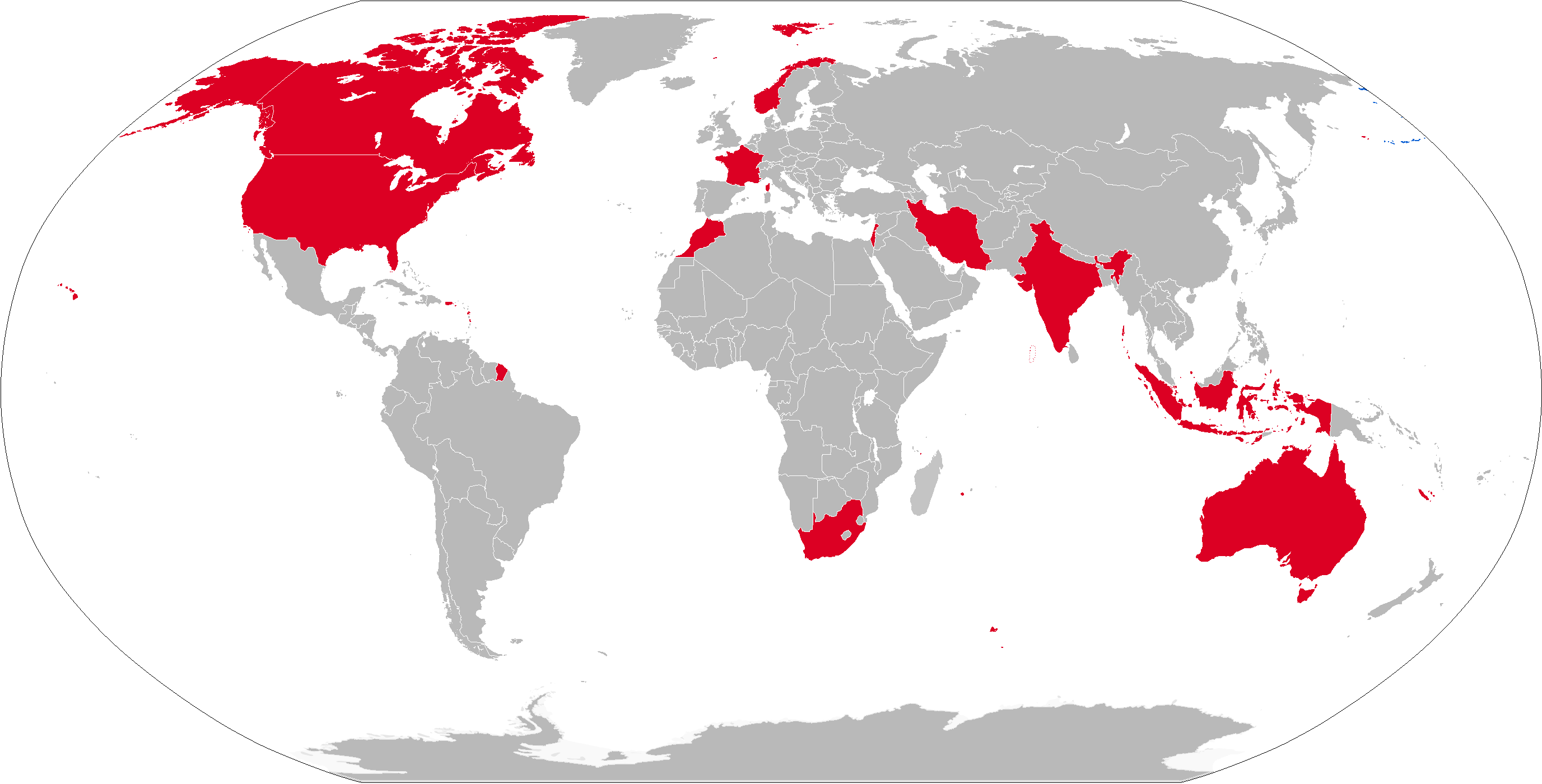
빨간색으로 표기된 것은 ENTAC의 이전 운용국을 뜻한다

### 이전 운용국
- 오스트레일리아
- 벨기에
- 캐나다
- 프랑스
- 인도
- 이란
- 인도네시아
- 이스라엘
- 레바논
- 모로코
- 노르웨이
- 남아프리카 공화국
- 미국
- 앙골라 완전독립 민족동맹